# Einband-Europameisterschaft 1972

Logo CEB (ausrichtender Verband)

Veranstaltungsort: Mol (Belgien)

Die Einband-Europameisterschaft 1972 war das 20. Turnier in dieser Disziplin des Karambolagebillards und fand vom 16. bis zum 19. März 1972 in Mol (Belgien) statt. Es war die vierte Einband-Europameisterschaft in Belgien.

## Geschichte
Wie groß die Dominanz der Belgier in der Disziplin Einband ist zeigte sich bei der EM in Mol. Es gab wieder einen belgischen Doppelsieg. Der siebenmalige Europameister Raymond Ceulemans war gar nicht am Start, weil er bei der Belgischen Meisterschaft nur Dritter wurde. Meister wurde Emile Wafflard mit über 15 Generaldurchschnitt vor Ludo Dielis. Hier bei der EM drehte Dielis den Spieß um und wurde Europameister. Die besten Turnierleistungen erzielte aber Wafflard. Dritter wurde zum dritten Mal der Franzose Roland Dufetelle. In einem sehr ausgeglichenen Turnier hinter den Belgiern kam der Deutsche Meister  Dieter Müller auf Platz sieben.

## Turniermodus
Es wurde im Round Robin System bis 200 Punkte gespielt. Es wurde mit Nachstoß gespielt. Damit waren Unentschieden möglich.
Bei MP-Gleichstand wird in folgender Reihenfolge gewertet:
1. MP = Matchpunkte
2. GD = Generaldurchschnitt
3. HS = Höchstserie

## Abschlusstabelle
| MP    | Match Points (Sieger = 2; Unentschieden = 1; Verlierer = 0) |
| Pkte. | Erzielte Karambolagen                                       |
| Aufn. | Benötigte Versuche                                          |
| GD    | Generaldurchschnitt                                         |
| BED   | Bester Einzeldurchschnitt eines Spielers                    |
| HS    | Höchstserie                                                 |
|       | Bester GD des Turniers                                      |
|       | Bester ED des Turniers                                      |
|       | Beste HS des Turniers                                       |
|       | 1. Platz (Gold)                                             |
|       | 2. Platz (Silber)                                           |
|       | 3. Platz (Bronze)                                           |

| Platz                     | Name                 | MP   | Pkte. | Aufn. | GD    | BED   | HS |
| ------------------------- | -------------------- | ---- | ----- | ----- | ----- | ----- | -- |
| 1                         | Ludo Dielis          | 14:0 | 1400  | 123   | 11,38 | 25,00 | 61 |
| 2                         | Emile Wafflard       | 12:2 | 1393  | 102   | 13,65 | 25,00 | 79 |
| 3                         | Roland Dufetelle     | 8:6  | 1278  | 170   | 7,51  | 11,11 | 54 |
| 4                         | Alejandro Munoz      | 6:8  | 1027  | 163   | 6,30  | 12,50 | 42 |
| 5                         | Robert Guyot         | 4:10 | 1031  | 136   | 7,58  | 8,33  | 51 |
| 6                         | Hans Vultink         | 4:10 | 1137  | 163   | 6,97  | 18,18 | 63 |
| 7                         | Dieter Müller        | 4:10 | 1038  | 174   | 5,96  | 10,00 | 58 |
| 8                         | Heinrich Weingartner | 4:10 | 821   | 141   | 5,82  | 6,45  | 39 |
| Turnierdurchschnitt: 7,78 |                      |      |       |       |       |       |    |